# Joseph Murphy
Joseph Murphy (Irlanda, 20 de maio de 1898 — Laguna Hills, Estados Unidos, 19 de dezembro de 1981) foi um dos mais famosos escritores do movimento do Novo Pensamento, fundado por Malinda Cramer. É o autor de mais de 30 livros de autoajuda, muitos deles best sellers no mundo inteiro. Passou muitos anos estudando as principais religiões do mundo, tendo-se convencido da existência de um grande poder por detrás de todas elas, o poder da mente subconsciente.
Foi ordenado Ministro da Igreja da Ciência Divina e durante vinte e oito anos foi director desta igreja em Los Angeles, onde compareciam mais de 1,5 mil pessoas todos os domingos.. Também teve um programa de rádio que foi muito popular na sua época
Como escritor, Murphy foi influenciado por Malinda Cramer, Ernest Holmes e Emmet Fox, também famosos escritores do Novo Pensamento. Mas ele também tinha formação académica em religiões orientais. De facto, passou muitos anos na Índia, onde foi investigador na Andhra Research University. Joseph Murphy  também  estudou com Neville Goddard  em Nova York.
Dr. Joseph Murphy (1898-1981)
Ph.D pela University of Índia, escritor, professor e conferacionista, tornou-se conhecido por seus best-sellers de alto valor espiritual. O autor foi um dos mais profundos conhecedores das leis mentais e espirituais e permanece até hoje como fonte de inspiração para uma legião de seguidores. Seus cursos sobre o poder do subconsciente sempre atraíram um grande número de pessoas, e sua obra continua conquistando milhares de leitores no mundo todo. O autor tem mais de 20 livros publicados no Brasil.

## Biografia
Existem poucos dados sobre sua vida, pois ele mesmo pediu que após a morte, não se escrevessem a biografia.[carece de fontes?]
Murphy nasceu na Irlanda em 1898, no seio de uma família católica, sendo filho de um diretor de uma escola particular para meninos. Estudou seu país e na Inglaterra, estudando para ser sacerdote da Ordem dos Jesuítas. Em 1922 após uma experiência com a oração de cura,  deixou os jesuítas e se mudou para o Estados Unidos, onde estudou Religião, Filosofia, Direito e Química, tornando-se farmacêutico em Nova Iorque. Lá, ele participou da Igreja do Bom Viver Cristo (parte da Igreja de Ciência Divina), onde Emmet Fox tornou-se ministro em 1931.
Em meados dos anos 1940, ele se mudou para Los Angeles, onde se encontrou com o fundador da religião Ernest Holmes, sendo por ele ordenado em 1946, depois de ensinar em Rochester, New York, e, mais tarde, no Instituto de Ciências Religiosas, em Los Angeles. Uma reunião com o presidente Divine Science Association Erwin Gregg levou a ser reordenado na Ciência Divina, onde tornou-se o ministro da Igreja da Ciência Divina em Los Angeles, em 1949, que ele construiu em uma das maiores congregações do Novo Pensamento no país. Na década seguinte, Murphy casou, tornou-se PhD em psicologia no University of Southern California e começou a escrever. Depois que sua primeira esposa morreu em 1976, ele se casou novamente com uma  companheira ministra da Divina Ciência que era sua secretário de longa data. Mudou-se para o seu ministério Laguna Hills, na Califórnia, onde morreu em 1981. Sua esposa, Dr. Jean Murphy, continuou neste ministério por alguns anos depois.
Joseph Murphy faleceu em Laguna Hills, Estados Unidos, em dezembro de 1981 (alguns livros brasileiros colocam erroneamente 1996).

### O Poder do Subconsciente
Joseph Murphy escreveu 36 livros de ciência aplicada, sendo o mais famoso deles O Poder do Subconsciente, que já foi traduzido em 17 idiomas no mundo inteiro, no qual afirma que a mente subconsciente, ao aceitar uma ideia, começa imediatamente a pô-la em prática. Portanto, a única coisa necessária é conseguir que a mente subconsciente aceite a ideia - e a própria lei que rege o subconsciente trará saúde, tranquilidade ou a posição que deseja. Contudo, a mente subconsciente aceita tudo que lhe é impresso, mesmo que seja falso e tratará de provocar os resultados que devem necessariamente seguir-se, porque conscientemente a pessoa aceitou o facto como verdadeiro. Por isso, ele sugere que as pessoas utilizem a auto-sugestão instantes antes de dormir, quando a mente consciente está passiva e não resistirá à ideia que se queira imprimir à mente subconsciente.